# Mangatoki
Mangatoki est une localité située dans le sud de la région de Taranaki, dans l’Île du Nord de la Nouvelle-Zélande.

## Situation
La ville d’Eltham est située à l’est, celle de  Kaponga vers l’ouest et celle de Matapu vers le sud. 
Le ruisseau ‘ Mangatoki Stream’ court à partir des pentes du mont Taranaki/Egmont à travers le secteur  et se jette dans le fleuve  Waingongoro ,.

## Éducation
‘Mangatoki School’ était une école primaire, qui ouvrit en 1891, et ferma en 2005.
‘Te Kura o Nga Ruahine Rangi’ est une école mixte composite (allant de l’année 1 à 15) avec un taux de décile de 3 et un effectif de 71 élèves. Elle a commencé comme étant une école privée  dans le secteur d’’Awatuna’ vers 1996. Au début de 2008, elle se déplaça sur le terrain de l’école de ‘Mangatoki School’ et devint une école financée par l’état avec un statut à caractère "spécial".

## Autres lectures

### Travail historique général
- Elizabeth Davies, Ruth Duthie et Margaret Willan, Mangatoki : a century of progress, Stratford Press and Printing Co., 1991 (ISBN 0-908904-10-X). .

### Activités
- « The Mangatoki Co-operative Dairy Company Ltd. jubilee 1900-1950 », Hawera Star Print, Hawera, [N.Z.],‎ 1950.

### École
- Elizabeth Davies, Ruth Duthie et Margaret Willan, Mangatoki : a century of progress, Stratford Press and Printing Co., 1991 (ISBN 0-908904-10-X). .
- [Mrs.] Stockwell, « Mangatoki School: 75th jubilee 1891-1966: souvenir booklet », Jubilee Committee, Mangatoki, [N.Z.],‎ 1966